# Список эпизодов телесериала «Робин Гуд»
Список эпизодов британского приключенческого телесериала «Робин Гуд», который транслировался на телеканале BBC One с 7 октября 2006 по 27 июня 2009 года.
Робин, граф Хантингдон, вместе со своим слугой Мачем, сыном Мельника, возвращается из Святой земли, где пять лет сражался плечом к плечу с королём Ричардом Львиное Сердце. Возвратившись, Робин понимает, что порядки изменились: шерифом Ноттингема стал некий Вэйзи, а поместье Робина Локсли отдано правой руке шерифа, сэру Гаю Гизборну. Даже бывшая невеста Мариан не встречает юношу радушно: она всё ещё в обиде на него за уход в Святую Землю. Сэр Эдвард, отец Мариан и бывший шериф Ноттингемский, советует юноше не выступать против власти и подчиниться новому шерифу. Робина не устраивает такая ситуация, он вступает в конфликт с Вэйзи и вынужден скрыться в лесу. Но и там его и Мача не принимают — они встречают сопротивление шайки местных разбойников во главе с Малышом Джоном. Робин убеждает их объединить силы в борьбе с деспотичным шерифом и его помощником.

## Обзор сезонов
| Сезон | Сезон | Эпизоды | Оригинальная дата показа | Оригинальная дата показа |
| Сезон | Сезон | Эпизоды | Премьера сезона          | Финал сезона             |
| ----- | ----- | ------- | ------------------------ | ------------------------ |
|       | 1     | 13      | 7 октября 2006           | 30 декабря 2006          |
|       | 2     | 13      | 6 октября 2007           | 29 декабря 2007          |
|       | 3     | 13      | 28 марта 2009            | 27 июня 2009             |

## Список серий

### Сезон 1 (2006)
| № общий | № в сезоне | Название                                               | Режиссёр                | Автор сценария   | Дата премьеры   |
| --- | ---------- | ------------------------------------------------------ | ----------------------- | ---------------- | --------------- |
| 1 | 1          | «Will You Tolerate This?» «И вы потерпите это?»        | Доменик Мингелла        | Джон МакКей      | 7 октября 2006  |
| Робин Локсли, граф Хантингдон, вместе со своим слугой Мачем возвращается из Святой земли спустя пять лет и понимает, что порядки изменились: в Ноттингеме появился новый шериф, а жители деревень умирают от голода и больших поборов. Шериф намеревается казнить четверых людей из Локсли, чтобы посмотреть, как проявит себя вернувшийся лорд. Не в силах это терпеть, Робин призывает людей восстать против шерифа, спасает пленников и скрывается в Шервудском лесу. Первое появление Робина, Мача, Аллана, Уилла, Гизборна, Эдварда, Мариан, шерифа, Роя и Малыша Джона                                                                  |            |                                                        |                         |                  |                 |
| 2 | 2          | «Sheriff Got Your Tongue?» «Что, шериф язык отрезал?»  | Доменик Мингелла        | Джон МакКей      | 14 октября 2006 |
| В Шервудском лесу Робин, Мач и двое спасённых пленников Уилл Скарлет и Аллан Э Дейл сталкиваются с разбойниками под предводительством Малыша Джона, люди которого хотят отвести Робина Локсли, прозванного Робином Гудом, к шерифу за плату. Но придя в деревню, видят, как шериф, пытаясь узнать, где прячется Робин Гуд, режет людям языки. Чтобы спасти жителей деревни, Робин жертвует собой и сдаётся шерифу. Малыш Джон и Мач объединяют свои отряды, чтобы спасти Робина и начать борьбу против шерифа. |            |                                                        |                         |                  |                 |
| 3 | 3          | «Who Shot the Sheriff?» «Кто стрелял в шерифа?»        | Пол Корнелл             | Ричард Стандевен | 21 октября 2006 |
| В округе происходит несколько жестоких убийств ни в чем неповинных людей, в которых, как и в покушении на самого Шерифа, обвиняют Робина Гуда. Чтобы вернуть своё честное имя, Робин должен сам поймать настоящего убийцу. |            |                                                        |                         |                  |                 |
| 4 | 4          | «Parent Hood» «Гуд-отец»                               | Марк Уадлоу             | Ричард Стандевен | 28 октября 2006 |
| Робин Гуд и его отряд находят в Шервудском лесу брошенного ребенка. Подобрав его, они понимают, что попали в ловушку, подстроенную Шерифом. В результате, Рой, один из людей Робина, оказывается в плену. И теперь перед ним стоит выбор: убить Робина Гуда или наблюдать казнь собственной матери. Последнее появление Роя |            |                                                        |                         |                  |                 |
| 5 | 5          | «Turk Flu» «Турецкая хворь»                            | Дебби Оатс              | Деклан О'Двайр   | 4 ноября 2006   |
| Приближается время ежегодной ярмарки и соревнования лучших местных стрелков. Однако, прежде чем принять участие в турнире Робин Гуд должен спасти рабов, работающих в шахтах Шерифа. Первое появление Джак |            |                                                        |                         |                  |                 |
| 6 | 6          | «The Taxman Cometh» «Сборщик налогов грядёт»           | Ричард Курти и Бев Дойл | Ричард Стандевен | 11 ноября 2006  |
| В лесу Робин Гуд останавливает сборщика налогов с сыном, при помощи которого хочет обчистить казну шерифа. Тем временем в замке объявляется монахиня, на которую якобы напали разбойники. Сборщик налогов заманивает разбойников в ловушку, но и сам он оказывается не сборщиком налогов и даже не наёмником, как полагает шериф. Вместе с подельницей, переодетой монахиней, они обворовывают казну шерифа. Сбежав при помощи Уилла, Робин Гуд и его люди ловят воров и забирают награбленное. |            |                                                        |                         |                  |                 |
| 7 | 7          | «Brothers in Arms» «Братья по оружию»                  | Джо Тёрнер              | Деклан О'Двайр   | 18 ноября 2006  |
| Аллан встречает своего брата Тома, обманщика и вора. Том просит разрешения присоединиться к группе Робин Гуда. Пытаясь доказать, что они чего-то стоят, Том и два его друга предпринимают неудачную вылазку, во время которой их ловит шериф. Гай Гизборн тем временем усомнился в верности Мариан, потому что серебряное ожерелье, которое он снял с шее деревенской девушки в качестве платы за свадьбу и подарил Мариан, вновь оказывается у девушки. Робин должен спасти и Тома и Мариан, но удастся ли ему сделать и то, и другое? Мариан, загнанная в угол Гизборном, соглашается стать его женой в первый день, когда вернётся король. |            |                                                        |                         |                  |                 |
| 8 | 8          | «Tattoo? What Tattoo?» «Татуировка? Какая татуировка?» | Джулиан Митчелл         | Деклан О'Двайр   | 25 ноября 2006  |
| Когда-то в Святой земле сарацины напали на лагерь короля Ричарда. Именно в этом сражении был тяжело ранен Робин, но он успел нанести рану противнику по руке с татуировкой. Именно эту самую татуировку он видит на руке Гая Гизборна, но никто не верит Робину, что он предатель. Во время вылазки в Локсли схвачена Джак, а Робин Гуд поймал Гизборна. Единственный способ спасти друга - обменять пленников. Но как отпустить предателя на свободу? |            |                                                        |                         |                  |                 |
| 9 | 9          | «A Thing or Two About Loyalty» «Кое-что о верности»    | Пол Корнелл             | Грейми Харпер    | 2 декабря 2006  |
| Ученый Ламберт изобретает порох, но он прекрасно понимает, что может произойти, окажись этот порошок в плохих руках, например, такого человека как шериф. Ламберт пытается сохранить свой секрет, однако Шериф сажает ученого в темницу и пытается под пытками заполучить рецепт пороха. Кто же может спасти ученого из темницы и не станет ли сама темница своего рода западней для одного человека? |            |                                                        |                         |                  |                 |
| 10 | 10         | «Мир? Не будет!» «Peace? Off!»                         | Ричард Курти и Бев Дойл | Грейми Харпер    | 9 декабря 2006  |
| Однажды Робин спасает жизнь человека во время пожара церкви в Локсли. Однако, спасая его, он невольно запускает в ход цепочку событий, которая может привести к весьма нежелательным последствиям. Все это связано с таинственным сарацином, приехавшим в замок Ноттингема. |            |                                                        |                         |                  |                 |
| 11 | 11         | «Dead Man Walking» «Мертвец идёт»                      | Саймон Дж. Эшфорд       | Грейми Харпер    | 16 декабря 2006 |
| Во время сбора налогов схвачен оружейный мастер, помогавший Робину Гуду, и сын Маленького Джона. Малыш Джон, пытаясь их спасти, сам оказывается пленён. Тем временем шериф готовит в замке камеру пыток. |            |                                                        |                         |                  |                 |
| 12 | 12         | «The Return of the King» «Возвращение короля»          | Доменик Мингелла        | Мэттью Эванс     | 23 декабря 2006 |
| Гизборн объявляет о скором прибытии в Ноттингем вернувшегося из Святой земли короля Ричарда и своей свадьбе с Мариан. Робин не намерен так просто уступить Гаю свою возлюбленную и находит новые доказательства виновности Гизборна в государственной измене. Тем временем Ночной Дозорный выходит на своё последнее дело. |            |                                                        |                         |                  |                 |
| 13 | 13         | «A Clue: No» «Ответ: нет»                              | Доменик Мингелла        | Мэттью Эванс     | 30 декабря 2006 |
| Робин Гуд, переживающий боль утраты, и его друзья оказываются в капкане, расставленном Вэйзи и Гизборном. Разбойникам остается надеяться только на чудо, но даже оно не решит всех их проблем. Шериф заранее предвкушает победу, но он и не подозревает, на что способен человек, которого довели до отчаяния. |            |                                                        |                         |                  |                 |

### Сезон 2 (2007)
| № общий | № в сезоне | Название                                          | Режиссёр                | Автор сценария | Дата премьеры   |
| --- | ---------- | ------------------------------------------------- | ----------------------- | -------------- | --------------- |
| 14 | 1          | «Sisterhood» «Сестра»                             | Доменик Мингелла        | Киран Доннелли | 6 октября 2007  |
| В Ноттингем прибывает хитроумная и коварная сестра шерифа, а после ещё несколько подозрительных людей в чёрных плащах. Сестра шерифа заманивает Робина в ловушку, где он узнаёт, что все эти люди - Чёрные рыцари, планирующие заговор с целью убийства короля. Чтобы помочь Робину, Мариан вновь переодевается Ночным Дозорным. Аллан тем временем, будучи пойманным Гаем Гизборном, в обмен на деньги и свободу соглашается шпионить за Робином Гудом. |            |                                                   |                         |                |                 |
| 15 | 2          | «The Booby and the Beast» «Болван и чудовище»     | Саймон Дж. Эшфорд       | Киран Доннелли | 13 октября 2007 |
| К шерифу в Ноттингем приезжает немецкий граф, страстно любящий азартные игры. Шериф при помощи построенного казино хочет пополнить свою казну его деньгами и потратить их как плату Чёрным рыцарям. Путём угроз шериф заставляет Мариан обхаживать графа. Робин Гуд в это время пытается проникнуть в абсолютно неприступную сокровищницу, в чём помогает ему слепой учитель Уилла. Чтобы обмануть шерифа и оставить его без денег, Робин объединяется с графом. |            |                                                   |                         |                |                 |
| 16 | 3          | «Childhood» «Детство»                             | Джейсон Саттон          | Киран Доннелли | 20 октября 2007 |
| Четверо детей, игравших в лесу в Робин Гуда, оказываются в смертельной опасности, увидев, как Гай Гизборн испытывает новую броню. Дэниэл сумел спрятаться в лесу, где его находит его герой Робин Гуд. |            |                                                   |                         |                |                 |
| 17 | 4          | «The Angel of Death» «Ангел смерти»               | Джулиан Унтанк          | Мэттью Эванс   | 27 октября 2007 |
| Целую улицу Ноттингема поразила непонятная хворь, и теперь шериф перекрыл её, запрещая помогать умирающим. Робин Гуд и его люди всеми силами пытаются найти лекарство, а Уилл тем временем решил убить шерифа, из-за которого погиб его отец. Но, если шериф умрет, принц Джон сравняет Ноттингем с землей. |            |                                                   |                         |                |                 |
| 18 | 5          | «Ducking and Diving» «Увиливание»                 | Дебби Оатс              | Мэттью Эванс   | 3 ноября 2007   |
| В Ноттингем пребывает человек, задумавший предать короля. Робин Гуд понимает, что один из его людей предал его, ведь Гизборн всегда на несколько шагов впереди него. Теперь ему в одиночку надо не допустить разглашения так важных шерифу сведений и найти предателя, ведь он больше не может доверять команде. |            |                                                   |                         |                |                 |
| 19 | 6          | «For England…!» «За Англию…!»                     | Роб Хейлэнд             | Джеймс Эрскин  | 10 ноября 2007  |
| В Ноттингем пребывают чёрные рыцари, чтобы подписать договор, по которому обязуются свергнуть короля Ричарда. Но лорд Уинчестер, старый друг сэра Эдварда и один из чёрных рыцарей, обещает оказать помощь Робину Гуду. Только что им движет: желание спасти короля или месть за отнятую любовь? И чтобы защитить Англию даже Робину придётся сделать выбор: жить или умереть. |            |                                                   |                         |                |                 |
| 20 | 7          | «Show Me the Money» «Покажи мне деньги»           | Джулиан Джонс           | Джеймс Эрскин  | 17 ноября 2007  |
| В лесу появляется бедный рыцарь Джон Йорк, пытающийся выкупить свою возлюбленную у шерифа. Робин Гуд отдаёт все награбленные деньги, потому что только он может понять влюблённого. А Аллан тем временем раскрывает секреты Робина шерифу и Гизборну и подаёт идею, как защитить казну от нападок разбойников. Доходит до того, что он собирается отвести Гизборна в лагерь бывших друзей. Робину приходиться решать несколько задач: спасти невесту Джона, найти договор чёрных рыцарей, вернуть свои деньги и обезвредить Аллана. Тем временем сэр Эдвард решает вернуть уважение дочери, а Гай Гизборн понимает, что чувства к Мариан вспыхнули с новой силой. Последнее появление Эдварда |            |                                                   |                         |                |                 |
| 21 | 8          | «Get Carter!» «Убрать Картера!»                   | Ричард Стоунмэн         | Роджер Голдби  | 24 ноября 2007  |
| У Робина Гуда появляется новый враг, с лёгкостью уничтожающий врагов. Ради мести он готов на всё, поэтому Робин пытается узнать, что же довело этого бойца до такого отчаяния, что он связался с шерифом. Тем временем Мариан, всё ещё переживающая смерть отца, выходит из-под контроля, считая, что в одиночку она может сделать больше, чем вся команда разбойников. |            |                                                   |                         |                |                 |
| 22 | 9          | «Lardner's Ring» «Кольцо Ларднера»                | Джон Фэй                | Роджер Голдби  | 1 декабря 2007  |
| Воин со Святой земли привёз письмо от короля, который ещё не знает, что творится в Англии. Умирая, воин успевает произнести только: «Ларднер». В это время шут на дне рождения Гизборна говорит шерифу, что их погубит кольцо Ларднера. Поиски разгадки заводят Робина и Мариан в ловушку. По просьбам Мариан Робин выдаёт её за заложницу, а сам, надев ей на палец обручальное кольцо, скрывается. |            |                                                   |                         |                |                 |
| 23 | 10         | «Walkabout» «Бродяга»                             | Ричард Курти и Бев Дойл | Мэттью Эванс   | 8 декабря 2007  |
| В Ноттингеме переполох: пропал шериф, и каждый поднят на ноги для его поисков. Ведь, если к закату шериф не будет найден, армия принца Джона уничтожит город и все окрестности. Гай Гизборн понимает, что в этом деле ему может помочь только Робин Гуд. Тем временем шериф, случайно оказавшийся в лесу и оставшийся никем не узнанный, придумывает план проникновения в логово разбойников, чтобы найти там договор с Чёрными рыцарями. |            |                                                   |                         |                |                 |
| 24 | 11         | «Treasure of the Nation» «Сокровище нации»        | Саймон Дж. Эшфорд       | Мэттью Эванс   | 15 декабря 2007 |
| Из Святой земли по поручению короля Ричарда прибывают крестоносцы - друзья Робина. Они вручают ему карту. По словам короля только Робин может понять, где искать «Сокровище нации». Но шерифу тоже не терпится заполучить это сокровище. Тем временем Гай Гизборн узнаёт, что Мариан является Ночным Дозорным. Перед ним встаёт нелёгкий выбор: предать шерифа и отпустить своего заклятого врага или спасти любимую от петли. |            |                                                   |                         |                |                 |
| 25 | 12         | «A Good Day to Die» «Хороший день, чтобы умереть» | Доменик Мингелла        | Дэвид Эванс    | 29 декабря 2007 |
| У Робина Гуда день рождения, чем не преминул воспользоваться шериф. В итоге Робин и его друзья оказались в амбаре, окружённом сотней наёмников. Понимая, что жить им осталось недолго, они решают поговорить по душам и высказать всё, что наболело. Тем временем шериф и Гизборн, прихватив Мариан, едут на Святую землю, чтобы убить короля. Теперь жизнь друзей и судьба Англии зависит от Аллана. Сможет ли он сделать правильный выбор? |            |                                                   |                         |                |                 |
| 26 | 13         | «We Are Robin Hood!» «Мы — Робин Гуд!»            | Доменик Мингелла        | Дэвид Эванс    | 29 декабря 2007 |
| Узнав, что Робин Гуд жив, шериф обманом навлекает на него гнев короля, а Мариан убеждается, что в Гизборне не осталось ничего хорошего. В итоге Робин, Мариан и их друзья оставлены в пустыне умирать. На помощь им приходит старый друг Картер. Теперь задача Робина спасти короля, но он ещё не знает, что скоро его мир перевернется. Последнее появление Уилла и Джак Последнее регулярное появление Мариан |            |                                                   |                         |                |                 |

### Сезон 3 (2009)
| № общий | № в сезоне | Название                                                                       | Режиссёр          | Автор сценария   | Дата премьеры  |
| --- | ---------- | ------------------------------------------------------------------------------ | ----------------- | ---------------- | -------------- |
| 27 | 1          | «Total Eclipse» «Полное затмение»                                              | Майкл Чаплин      | Дуглас Маккиннон | 28 марта 2009  |
| Когда Робин возвращается в Англию, чтобы отомстить Гизборну за убийство Мариан, между ними завязывается эпическое сражение, в котором каждый жаждет смерти другого. Боевой монах по имени брат Тук прибывает в Ноттингем в поисках Робина Гуда, считая, что он является единственным человеком, способным объединить английский народ и уничтожить тираническое правление шерифа, Гизборна и принца Джона. Но сперва он должен убедить убитого горем Робина, что за Англию стоит бороться. Первое появление Тука |            |                                                                                |                   |                  |                |
| 28 | 2          | «Cause and Effect» «Причина и следствие»                                       | Саймон Дж. Эшфорд | Дуглас Маккиннон | 4 апреля 2009  |
| Шериф продаёт местных крестьян ирландским воинам, которые собирают армию, но когда сам Робин попадает в плен, удастся ли ему вовремя сбежать, чтобы спасти «призывников»? Разбойникам вызывается помочь девушка из Локсли по имени Кейт. Но её попытки спасти Робина и её брата имеют трагические последствия. Тем временем, шериф передаёт Гизборна в руки принца Джона, понимая что его, возможно, ожидает казнь. Первое появление Кейт                                                                        |            |                                                                                |                   |                  |                |
| 29 | 3          | «Lost in Translation» «Трудности перевода»                                     | Райан Крейг       | Алекс Пиллай     | 11 апреля 2009 |
| Шериф решает обернуть общественность против разбойников Робина, заставив аббата объявить их еретиками. Оказывается, шериф узнал, что аббат тайно занимается переводом латинской Библии на английский язык, что само является ересью в глазах Церкви, и шантажирует его. Попытки Тука очистить имя Робина приводят к его пленению. Смогут ли разбойники спасти своего товарища вовремя,избежав при этом собственной смертной казни?                                                                               |            |                                                                                |                   |                  |                |
| 30 | 4          | «Sins of the Father» «Грехи отца»                                              | Холли Филлипс     | Алекс Пиллай     | 18 апреля 2009 |
| В городе появляется злобный сборщик налогов по имени Беспощадный Руфус, горящий жаждой мести. Когда он похищает Аллана и Кейт, Робин отвечает похищением его сына. Робин и его банда затем пытаются, как можно быстрее найти тайное убежище Руфуса, прежде чем тот убьет их товарищей. |            |                                                                                |                   |                  |                |
| 31 | 5          | «Let the Games Commence» «Начинаем игры»                                       | Лиза Холдсворт    | Патрик Лау       | 25 апреля 2009 |
| Гизборн возвращается, и не один. С собой он привёл элитных гвардейцев принца Джона и загадочное оружие. На этот раз, он намерен поймать и уничтожить Гуда любой ценой. Пока разбойники убегают от гвардейцев, Маленький Джон отделяется от них и попадает в гладиаторский цирк, в котором проигрыш — смерть. Тем временем, Робин ловит в Шервудском лесу девушку, которая оказывается сестрой Гизборна, Изабеллой. Первое появление Изабеллы                                                                     |            |                                                                                |                   |                  |                |
| 32 | 6          | «Do You Love Me?» «Вы меня любите?»                                            | Тимоти Прагер     | Патрик Лау       | 2 мая 2009     |
| Принц Джон наносит долгожданный визит в Ноттингем. Он жаждет как можно быстрее получить титул короля. Гизборн и шериф получают королевский приказ, который означает конец для одного из них. Тем временем, Робину приходится спасать раненную Кейт и Локсли от уничтожения. Первое появление принца Джона |            |                                                                                |                   |                  |                |
| 33 | 7          | «Too Hot to Handle» «Слишком жарко»                                            | Крис Лэнг         | Джон Грининг     | 9 мая 2009     |
| На Ноттингем нападает засуха. Когда принц Джон перекрывает все местные колодцы, разбойникам приходится идти на крайние меры, чтобы спасти крестьян, страдающих от жажды. Тайные отношения Робина и Изабеллы выходят на свет, и Гизборн получает приказ избавиться от них. Изабеллы предлагает Робину уехать из Ноттингема и начать новую жизнь вместе. Перед Робином стоит нелёгкий выбор, которому он говорит «нет».                                                                                            |            |                                                                                |                   |                  |                |
| 34 | 8          | «The King Is Dead, Long Live the King…» «Король мёртв, Да здравствует король…» | Джон Джексон      | Джон Грининг     | 23 мая 2009    |
| Королевский хранитель ключей и бывший наставник Робина лорд Шеридан объявляет о гибели короля Ричарда в бою. Принц Джон заставляет архиепископа в скором порядке короновать его в Ноттингеме. Сможет ли Робин разгадать эту тайну до того как принц Джон станет королём? Последнее появление принца Джона |            |                                                                                |                   |                  |                |
| 35 | 9          | «Опасная сделка» «A Dangerous Deal»                                            | Майкл Чаплин      | Грейми Харпер    | 30 мая 2009    |
| Гизборн ожидает своей казни в темнице Ноттингема, где он встречает заключённую девушку, которая заставляет его многое переосмыслить. Робин пытается договориться с шерифом Изабеллой, но его планы нарушает неожиданный гость из её прошлого, ведомый жаждой мести. |            |                                                                                |                   |                  |                |
| 36 | 10         | «Bad Blood» «Плохая кровь»                                                     | Лиза Холдсворт    | Роджер Голдби    | 6 июня 2009    |
| Загадочная фигура заставляет Робина и Гизборна выслушать историю об их прошлом. Раскрывается правда об их родителях, и великое открытие шокирует их до глубины души. Когда этот человек решает показать им своё лицо, то Робин и Гизборн понимают, что их жизни в корне изменятся. Появление Малкольма, Жислейна, Роджера и Торнтона на один эпизод |            |                                                                                |                   |                  |                |
| 37 | 11         | «The Enemy of My Enemy» «Враг моего врага»                                     | Тимоти Прагер     | Грейми Харпер    | 13 июня 2009   |
| Разбойники в шоке, когда Робин объявляет о том, что Гизборн присоединяется к их борьбе с Изабеллой, но выживет ли это шаткое перемирие между заклятыми врагами? Первое появление Арчера |            |                                                                                |                   |                  |                |
| 38 | 12         | «Something Worth Fighting For, Part 1» «То за что стоит бороться, Часть I»     | Райан Крейг       | Мэттью Эванс     | 20 июня 2009   |
| Изабелла приказывает своим солдатам схватить всех мужчин Локсли и послать их принцу Джону. Чтобы остановить её, разбойникам придется пойти на немыслимое — захват Ноттингема. К сожалению, махинации Изабеллы заставляют разбойников потерять веру друг в друга, как раз когда им больше всего необходимо единство. Также, в тени прячется старый враг, ожидая своего часа расплаты. Последнее появление Аллана в титрах                                                                                         |            |                                                                                |                   |                  |                |
| 39 | 13         | «Something Worth Fighting For, Part 2» «То за что стоит бороться, Часть II»    | Саймон Дж. Эшфорд | Мэттью Эванс     | 27 июня 2009   |
| В Ноттингеме разгорается эпическое сражение, когда Вэйзи с армией принца пытается взять Ноттингем у разбойников. Робин и его банда яростно защищают замок, но армия шерифа заставляет их отступить. Выживет ли кто-нибудь в этой адской битве? Последний эпизод |            |                                                                                |                   |                  |                |